# مارك بارنارد
مارك بارنارد (بالإنجليزية: Mark Barnard)‏ هو لاعب كرة قدم بريطاني، ولد في 27 نوفمبر 1975 في شفيلد في المملكة المتحدة. لعب مع دارلينجتون إف سى ونادي تاموورث ونادي دونكاستر روفرز ونادي روذرهام يونايتد ونادي ستاليبريدج سيلتيك ونادي هاروجيت تاون.

## وصلات خارجية
- مارك بارنارد على موقع قاعدة بيانات كرة القدم.إي يو (الإنجليزية)
- مارك بارنارد على موقع Soccerbase.com (لاعب) (الإنجليزية)